# Rationale Homologiesphäre
Eine rationale {\displaystyle n}-Homologiesphäre ist im mathematischen Teilgebiet der algebraischen Topologie eine {\displaystyle n}-dimensionale Mannigfaltigkeit, welche die gleichen rationalen Homologiegruppen wie die {\displaystyle n}-Sphäre hat. Diese dienen unter anderem dem Verständnis, welche Informationen die rationalen Homologiegruppen eines Raumes messen oder nicht messen können sowie welche Abschwächungen sich dabei durch Vernachlässigung von Torsion im Vergleich zu den (integralen) Homologiegruppen des Raumes ergeben.

## Definition
Eine rationale {\displaystyle n}-Homologiesphäre ist eine {\displaystyle n}-dimensionale Mannigfaltigkeit {\displaystyle \Sigma }, welche die gleichen rationalen Homologiegruppen wie die {\displaystyle n}-Sphäre {\displaystyle S^{n}} hat:
{\displaystyle H_{k}(\Sigma ,\mathbb {Q} )=H_{k}(S^{n},\mathbb {Q} )\cong {\begin{cases}\mathbb {Z} &;k=0{\text{ oder }}k=n\\1&;{\text{sonst}}\end{cases}}.}

## Eigenschaften
- Jede (integrale) Homologiesphäre ist eine rationale Homologiesphäre.
- Jede einfach zusammenhängende rationale {\displaystyle n}-Homologiesphäre mit {\displaystyle n\leq 4} ist homöomorph zur {\displaystyle n}-Sphäre.

## Beispiele
- Die {\displaystyle n}-Sphäre {\displaystyle S^{n}} ist trivialerweise eine rationale {\displaystyle n}-Homologiesphäre.
- Die Poincaré-Homologiesphäre ist insbesondere eine rationale {\displaystyle 3}-Homologiesphäre.
- Die Kleinsche Flasche {\displaystyle K} hat zwei Dimensionen, aber hat die gleichen rationalen Homologiegruppen wie die {\displaystyle 1}-Sphäre, da ihre (integrale) Homologiegruppen gegeben sich durch:[1]
{\displaystyle H_{0}(K)\cong \mathbb {Z} }
{\displaystyle H_{1}(K)\cong \mathbb {Z} \oplus \mathbb {Z} _{2}}
{\displaystyle H_{2}(K)\cong 1}

Deshalb ist sie keine rationale Homologiesphäre, aber wäre es, wenn die Bedingung von gleicher Dimension zu sein weggelassen würde.
- Der reelle projektive Raum {\displaystyle \mathbb {R} P^{n}} ist eine rationale Homologiesphäre für {\displaystyle n} ungerade, da dessen (integrale) Homologiegruppen gegeben sich durch:[2][3]
{\displaystyle H_{k}(\mathbb {R} P^{n})\cong {\begin{cases}\mathbb {Z} &;k=0{\text{ oder }}k=n{\text{ wenn ungerade}}\\\mathbb {Z} _{2}&;k{\text{ ungerade}},0<k<n\\1&;{\text{sonst.}}\end{cases}}.}

{\displaystyle \mathbb {R} P^{1}\cong S^{1}}ist insbesondere die Sphäre.
- Die fünfdimensionale Wu-Mannigfaltigkeit {\displaystyle W=\operatorname {SU} (3)/\operatorname {SO} (3)} ist eine einfach zusammenhängende rationale Homologiesphäre (mit nichttrivialen Homologiegruppen {\displaystyle H_{0}(W)\cong \mathbb {Z} }, {\displaystyle H_{2}(W)\cong \mathbb {Z} _{2}} und {\displaystyle H_{5}(W)\cong \mathbb {Z} }), welche keine Homotopiesphäre ist.